# Ilithyia Mons
L'Ilithyia Mons è una struttura geologica della superficie di Venere.